# Format acadèmic

Format de pel·lícula 35 mm

El format acadèmic és un format de pel·lícula de 35 mm que es coneix amb el nom de 1.37: 1 (abreujament del seu radi de 1,375:1). Aquest format es caracteritza per tenir imatges amb quatre perforacions als costats i unes dimensions de 22 mm de base per 16 mm d'altura amb una banda de so òptic. El format acadèmic va ser estandarditzat als Estats Units d'Amèrica l'any 1932 per l'Acadèmia de les Arts i de les Ciències com a format estàndard de totes les pel·lícules, encara que el 1928 ja s'havia utilitat un format semblant.

## Història
Les primeres pel·lícules de la història del cinema, les pel·lícules mudes, van filmar-se en un format 4:3, és a dir, en una mida 1,33. En aquest format cada imatge del frame ocupava tot l'espai de la cinta negativa que hi havia entre dues files de quatre forats per banda. D'aquesta manera, l'espai entre ambdues imatges era molt estret. El problema va sorgir amb la introducció del so en el cinema, quan l'any 1927 va sortir la primera pel·lícula sonora: The Jazz Singer. La banda sonora del film s'havia d'introduir en una de les dues bandes dels costats de la cinta negativa on s'hi enregistrava la pel·lícula, i en el format 4:3 no hi havia prou espai, motiu pel qual es van tallar perforacions en la imatge en format 1,33. Això va donar una imatge més gran, al voltant del format de 1,19. Aquest canvi tant innovador va ser un problema per les emissores amb pantalles de mida fixa i projectors estàtics, ja que no estaven adaptats al nou format cinematogràfic.
En vista del canvi de format, totes les sales de cinema van optar en un primer lloc per la reducció de la imatge en format 1:19 per tal de tornar al format 1:33, encara que els resultats van ser variables, ja que cada cadena de sales de cinema tenia el seu propi format de reproducció de les pel·lícules. En vista d'aquest problema, el novembre del 1929 tots els estudis americans es van posar d'acord per utilitzar el format de la Societat de Productors de Cinema i Televisió d'Enginyers, una pantalla de 0,8 x 0,6 polzades (20,3 mm x 15,2 mm), tornant així a una mida de 1,33: 1.
Un any més tard, el 1930, l'Acadèmia de les Arts i les Ciències va considerar altres canvis i es van proposar diversos nous formats de pel·lícula. Finalment, la mida de l'obertura del projector es va fixar a 0,825 × 0,600 polzades. El format resultant va ser de  1.375: 1 conegut també com a format acadèmic. El  9 de maig de 1932, la Societat de Productors de Cinema i Televisió d'Enginyers va adoptar la mateixa obertura estàndard de projecció.
Totes les pel·lícules dels estudis de Hollywood fetes entre el 1932 i el 1952, van ser fetes en format de 35 mm, com per exemple, Casablanca. No obstant això, el 1953 va aparèixer la pantalla panoràmica, que va captivar tota la indústria cinematogràfica i totes les productores van començar a adaptar les seves pel·lícules per ampliar-les en formats 1,66, 1,75 i 1,85.
Actualment, encara que el format acadèmic ja no sigui tant utilitzat com abans, no ha desaparegut del tot, ja que encara és utilitzat en pel·lícules com Elephant(2003), Fish Tank (2009), Meek’s Cutoff (2010), The Artist (2011) o Ida (2013).

## Detalls tècnics
El format acadèmic no es crea a la càmera, que ha continuat fent servir l'obertura silenciosa a full frame per a totes les pel·lícules de 35 mm amb 4 perforacions. Més aviat, es crea en la married print, quan s'afegeixen la banda sonora i les línies de marcs òptics. Tot i que la majoria de les impressions de la pel·lícula no-anamòrfica amb banda sonora estan emmarcades amb una de les ràtios de pantalla panoràmica no-anamòrfica, des 1.66 a 1,85; algunes conserven els marcs de mida del format acadèmic. Aleshores, aquests marcs són retallats al projector per mitjà de diafragmes utilitzats a l'obturador del projector en conjunció amb una perspectiva més àmplia que la que s'utilitza per a la projecció de pel·lícules de relació del format acadèmic.
Durant el rodatge, fer servir el marc de 4 perforacions per emmarcar una pantalla ampla quan es fan servir lents esfèriques, de vegades es considera que és un malbaratament en termes del cost de l'acció de la pel·lícula i del processament d'aquesta, especialment en el cas de la televisió, que no requereix de la impressió de la pel·lícula. El procés de desplegament de 3 perforacions es va proposar originalment el 1973, desenvolupat per Miklos Lent el 1976, i posteriorment desenvolupat per Rune Ericson el 1986 per resoldre aquest problema.